# Dorian Gregory
Dorian Gregory (ur. 26 stycznia 1971 w Waszyngtonie) – amerykański aktor. Dorastał w Cleveland w Ohio. Gdy miał 9 lat przeniósł się wraz z rodziną do Los Angeles. Jego pierwszą większą rolą był Diamond Teague w serialu Nocny patrol (Baywatch Nights). Popularność zdobył grając policjanta Darryla Morrisa w serialu Czarodziejki (Charmed, 1998-2005). Był także jednym z prowadzących talk show The Other Half.

## Filmografia

### Filmy
- 1995: Stój, bo mamuśka strzela (Stop! Or My Mom Will Shoot) jako kierowca czekający na "Moore’a" na lotnisku
- 1995: Kochanie, zwiększyłem dzieciaka (Honey, I Blew Up the Kid) jako oficer US Marshal
- 1995: Boso wykonawczy (The Barefoot Executive) jako lekarz
- 1997: Apokalipsa (The Apocalypse) jako porucznik
- 1997: Do rany przyłóż (Just Write) jako służący na przyjęciu
- 2003: Wybaw nas od Ewy (Deliver Us from Eva) jako Lucius Johnson
- 2005: Przewrotne szelmy (Getting Played) jako Darrel
- 2005: Show Stoppers jako Sędzia

### Seriale TV
- 1991: Słoneczny patrol (Baywatch) jako Mężczyzna na przesłuchaniu
- 1995: Jak dwie krople czekolady (Sister, Sister) jako dostawca
- 1995: Nadzieja i chwała (Hope & Gloria) jako Holender
- 1995: Beverly Hills, 90210 jako Strażnik
- 1995: Za coś (Too Something) jako Chłopak na siłowni
- 1995: Żywe samotne (Living Single) jako Mountie Robeson
- 1996: The Steve Harvey Show jako Derek
- 1997: Nowe przygody Supermana (Lois & Clark: The New Adventures of Superman) jako Komandor SWAT
- 1996-97: Hangin' z panem Cooperem (Hangin' with Mr. Cooper) jako Norman
- 1996-97: Nocny patrol (Baywatch Nights) jako Diamont Teague
- 1997: Niebieski Pacyfik (Pacific Blue) jako Rober Quest
- 1998: Walka o przetrwanie (Prey) jako Karl Hunter
- 1998: Zwariowana rodzinka (Moesha) jako Darnell
- 1998–2005: Czarodziejki (Charmed) jako detektyw Darryl Morris
- 1999: Trzecia planeta od Słońca (3rd Rock from the Sun) jako Byron
- 2003: Przyjaciółki (Girlfriends) jako Robert
- 2004: Agenci NCIS (NCIS) jako lokalny detektyw
- 2005: The Bad Girl’s Guide jako Ray
- 2008: Las Vegas jako agent Miller